# Agapanthia obydovi
Agapanthia obydovi är en skalbaggsart som beskrevs av Aleksandr Sergeievich Danilevsky 2000. Agapanthia obydovi ingår i släktet Agapanthia och familjen långhorningar.
Artens utbredningsområde är Kazakstan. Inga underarter finns listade i Catalogue of Life.